# Mirko Marić
Mirko Marić (Grude, 16 maggio 1995) è un calciatore croato con cittadinanza bosniaca, attaccante del Monza.

## Carriera

### Club

#### Inizi
Dopo le giovanili nel Grude, sua città natale, nel 2009 è passato al Široki Brijeg club con cui esordirà nel calcio professionistico nel 2012. Dopo essersi messo in luce con squadra bosniaca, segnando 10 gol in 39 presenze, è stato ingaggiato da una delle squadre croate più importanti: la Dinamo Zagabria. Dinamo, che lo acquista nel 2014, lo girò subito in prestito alla NK Lokomotiva dove Maric gioca con continuità finendo per segnare 17 gol in 73 presenze. Dopo averlo lasciato in prestito per quasi 3 anni solari, la Dinamo Zagabria lo cede al Videoton in Ungheria, per una cifra intorno ai 650.000 euro, dove Mirko giocherà pochi mesi segnando solamente 2 gol in 16 presenze. Finita la sua breve avventura in Ungheria, Maric ritorna in Croazia grazie alla chiamata dell’Osijek. Con la maglia bianco-blu riprende a segnare con regolarità diventando anche, nella stagione 2019/20, capocannoniere della prima divisione croata con 20 gol in 35 presenze.

#### Monza e prestiti al Crotone e al Rijeka
Il 7 agosto 2020 viene acquistato a titolo definitivo per 4,5 milioni di euro dal Monza (con cui sigla un contratto quinquennale). Segna il suo primo goal con la maglia biancorossa il 21 novembre nella partita contro il Pordenone terminata 1-1 per poi segnate il 2 dicembre il suo primo goal casalingo nel match finito 1-1 contro L.R. Vicenza.
Al termine della stagione la società brianzola lo cede in prestito al Crotone dove ritrova il gol con maggiore continuità realizzando anche una tripletta nel derby casalingo col Cosenza, pareggiato per 3-3.
Nell'estate del 2022 fa ritorno a Monza dove però, non rientrando più nei piani della società, inizialmente non viene inserito nella lista dei calciatori depositati in lega per la partecipazione alla Serie A per poi venir reinserito nella lista dei calciatori convocabili in sostituzione di Luca Marrone chiudendo comunque la stagione senza presenze.
Nella successiva stagione, debutta da titolare in serie A alla prima partita di campionato, persa in trasferta 2-0 contro l'Inter. Il 26 novembre 2023 segna la sua prima rete in massima serie, siglando il gol del definitivo pareggio contro il Cagliari (1-1).
Il 31 gennaio 2024 viene ceduto in prestito al Rijeka  trovando il subito il gol nella partita d'esordio contro l'Istria. Concluso il prestito ha fatto ritorno alla società Brianzola facendo il suo esordio in campionato il 22 Settembre nella partita persa dai biancorossi contro il Bologna per poi venir schierato da titolare nella decima giornata di campionato contro l'Atalanta.
Dopo una prima parte di stagione nella quale totalizza soIo 8 presenze il 3 febbraio 2025 viene ceduto in prestito al Venezia  dove totalizza 10 presenze, non riuscendo ad evitare la retrocessione dei lagunari.

### Nazionale
Dopo aver giocato con la Nazionale della Bosnia ed Erzegovina fino all’Under 19 ha deciso di giocare per la Croazia e con la maglia a scacchi biancorossi ha segnato 2 gol in Under 21 mentre con la nazionale maggiore per ora conta 2 presenze e nessun gol.

## Statistiche

### Presenze e reti nei club
Statistiche aggiornate al 24 maggio 2025.
| Stagione             | Squadra              | Campionato           | Campionato | Campionato | Coppe nazionali | Coppe nazionali | Coppe nazionali | Coppe continentali | Coppe continentali | Coppe continentali | Totale | Totale |
| Stagione             | Squadra              | Comp                 | Pres       | Reti       | Comp            | Pres            | Reti            | Comp               | Pres               | Reti               | Pres   | Reti   |
| -------------------- | -------------------- | -------------------- | ---------- | ---------- | --------------- | --------------- | --------------- | ------------------ | ------------------ | ------------------ | ------ | ------ |
| 2012-2013            | Široki Brijeg        | PL                   | 15         | 2          | CB              | 5               | 1               | -                  | -                  | -                  | 20     | 3      |
| 2013-2014            | Široki Brijeg        | PL                   | 22         | 8          | CB              | 5               | 4               | UEL                | 3                  | 0                  | 30     | 12     |
| lug.-ago. 2014       | Široki Brijeg        | PL                   | 2          | 0          | CB              | -               | -               | UEL                | 4                  | 2                  | 6      | 2      |
| Totale Široki Brijeg | Totale Široki Brijeg | Totale Široki Brijeg | 39         | 10         |                 | 10              | 5               |                    | 7                  | 2                  | 56     | 17     |
| 2014-2015            | Lok. Zagabria        | 1.HNL                | 24         | 6          | CC              | 4               | 0               | -                  | -                  | -                  | 28     | 6      |
| 2015-2016            | Lok. Zagabria        | 1.HNL                | 31         | 8          | CC              | 3               | 3               | UEL                | 4                  | 1                  | 38     | 12     |
| 2016-feb. 2017       | Lok. Zagabria        | 1.HNL                | 18         | 3          | CC              | 2               | 1               | UEL                | 8                  | 6                  | 28     | 10     |
| Totale Lok. Zagabria | Totale Lok. Zagabria | Totale Lok. Zagabria | 73         | 17         |                 | 9               | 4               |                    | 12                 | 7                  | 94     | 28     |
| feb.-mag. 2017       | Videoton             | NB1                  | 12         | 2          | CU              | -               | -               | -                  | -                  | -                  | 12     | 2      |
| giu.-ago. 2017       | Videoton             | NB1                  | 4          | 0          | CU              | -               | -               | UEL                | 6                  | 0                  | 10     | 0      |
| Totale Videoton      | Totale Videoton      | Totale Videoton      | 16         | 2          |                 | -               | -               |                    | 6                  | 0                  | 22     | 2      |
| set. 2017-2018       | Osijek               | 1.HNL                | 26         | 7          | CC              | 3               | 4               | -                  | -                  | -                  | 29     | 11     |
| 2018-2019            | Osijek               | 1.HNL                | 36         | 18         | CC              | 4               | 1               | UEL                | 4                  | 1                  | 44     | 20     |
| 2019-2020            | Osijek               | 1.HNL                | 35         | 20         | CC              | 3               | 2               | UEL                | 2                  | 0                  | 40     | 22     |
| Totale Osijek        | Totale Osijek        | Totale Osijek        | 97         | 45         |                 | 10              | 7               |                    | 6                  | 1                  | 113    | 53     |
| 2020-2021            | Monza                | B                    | 21         | 2          | CI              | 2               | 0               | -                  | -                  | -                  | 23     | 2      |
| 2021-2022            | Crotone              | B                    | 36         | 11         | CI              | 1               | 0               | -                  | -                  | -                  | 37     | 11     |
| 2022-2023            | Monza                | A                    | 0          | 0          | CI              | 0               | 0               | -                  | -                  | -                  | 0      | 0      |
| 2023-gen. 2024       | Monza                | A                    | 10         | 1          | CI              | 0               | 0               | -                  | -                  | -                  | 10     | 1      |
| gen.-giu. 2024       | Rijeka               | 1.HNL                | 15         | 3          | CC              | 4               | 0               | -                  | -                  | -                  | 19     | 3      |
| 2024-gen. 2025       | Monza                | A                    | 8          | 0          | CI              | 3               | 0               | -                  | -                  | -                  | 11     | 0      |
| Totale Monza         | Totale Monza         | Totale Monza         | 39         | 3          |                 | 5               | 0               |                    | -                  | -                  | 44     | 3      |
| gen.-giu. 2025       | Venezia              | A                    | 10         | 0          | CI              | 0               | 0               | -                  | -                  | -                  | 10     | 0      |
| Totale carriera      | Totale carriera      | Totale carriera      | 325        | 91         |                 | 39              | 16              |                    | 31                 | 10                 | 395    | 116    |

### Cronologia presenze e reti in nazionale
| Cronologia completa delle presenze e delle reti in nazionale ― Croazia | Cronologia completa delle presenze e delle reti in nazionale ― Croazia | Cronologia completa delle presenze e delle reti in nazionale ― Croazia | Cronologia completa delle presenze e delle reti in nazionale ― Croazia | Cronologia completa delle presenze e delle reti in nazionale ― Croazia | Cronologia completa delle presenze e delle reti in nazionale ― Croazia | Cronologia completa delle presenze e delle reti in nazionale ― Croazia | Cronologia completa delle presenze e delle reti in nazionale ― Croazia |
| Data                                                                   | Città                                                                  | In casa                                                                | Risultato                                                              | Ospiti                                                                 | Competizione                                                           | Reti                                                                   | Note                                                                   |
| ---------------------------------------------------------------------- | ---------------------------------------------------------------------- | ---------------------------------------------------------------------- | ---------------------------------------------------------------------- | ---------------------------------------------------------------------- | ---------------------------------------------------------------------- | ---------------------------------------------------------------------- | ---------------------------------------------------------------------- |
| 11-1-2017                                                              | Nanchino                                                               | Cile                                                                   | 1 – 1 dts (4 – 1 dtr)                                                  | Croazia                                                                | Amichevole                                                             | -                                                                      | 57’                                                                    |
| 14-1-2017                                                              | Nanchino                                                               | Cina                                                                   | 1 – 1 dts (4 – 3 dtr)                                                  | Croazia                                                                | Amichevole                                                             | -                                                                      | 46’                                                                    |
| Totale                                                                 |                                                                        | Presenze                                                               | 2                                                                      |                                                                        | Reti                                                                   | 0                                                                      |                                                                        |

## Palmarès

### Individuale
- Capocannoniere del campionato croato: 1

2019-2020 (20 gol)